# 546 př. n. l.

## Úmrtí
- Anaximandros, řecký filosof (nar. 610 př. n. l.)

## Hlava státu
- Perská říše: Kýros II.

- Egypt: Ahmose II. (26. dynastie)

- Novobabylonská říše: Nabonid